# 谷口由美子
谷口 由美子（たにぐち ゆみこ、1949年〈昭和24年〉1月9日 - ）は、日本の翻訳家。ローラ・インガルス・ワイルダーの著作をはじめ、主にアメリカの児童文学の翻訳を行っている。本名、玉田由美子。

## 来歴
山梨県甲府市出身。1963年12月末に東京都世田谷区に転居、翌年4月都立駒場高等学校に進学。上智大学外国語学部英語学科4年のとき、1970年から1971年にかけて交換留学生として米国のセント・メアリ・カレッジで学ぶ。留学先の大学図書館に十代の初めごろから関心のあったローラ・インガルス・ワイルダー著の「小さな家シリーズ」（ローラ物語）の原書が所蔵されてあるのを見つけ、原書をこのときはじめて読み通している。
1972年3月に大学を卒業した後は、文部省大臣官房調査統計課外国調査係で事務補佐員として勤務しながら、アメリカ児童文学の翻訳にも携わっていた。当時は二足のわらじを履いていたと本人はふり返っている。このころ、仕事上の偶然のつてを頼って児童文学翻訳家の恩地三保子に会い、自分の翻訳を見てもらって助言を得るなどの知遇を受けている。
1974年10月にローラ・インガルス・ワイルダー作品の”ふるさと”（地理的歴史文化的背景）を歴訪する旅を行った。帰国後は日本翻訳家協会に所属し、翻訳したい本を出版社に紹介して回るなど翻訳活動に専念。岩波書店で鈴木哲子が翻訳を担当していたローラ物語の続巻を引き継いだ（1983年6月に岩波少年文庫 ローラ物語7『わが家への道』を刊行）。その後、2000年には岩波少年文庫創刊50周年を機にローラ物語の改訳を刊行した。ワイルダー作品のほかにもビバリー・クリアリーなどの児童文学の翻訳が多い。
学生時代に上智大学管弦楽団に所属して、ヴィオラ・パートを担当していた。卒業後も大学OGとして非常勤講師を務めるなどのつながりがある。

## 著書
- 『大草原のローラに会いに――「小さな家」をめぐる旅』レスリー・A・ケリー（wikidata）ほか写真（求龍堂、1996年）
- 『サウンド・オブ・ミュージック――トラップ一家の物語』（講談社青い鳥文庫、2015年）絵：烏羽雨

### 企画
これらは、いずれも谷口由美子が企画構成を行い、そのうえでウィリアム・T・アンダーソンが書いたテキスト文を谷口が翻訳したもので、通常の翻訳ものの場合に先に原著が海外で出版されてからその日本語版が刊行されるのとは異なっている。
- 『大草原の小さな家――ローラのふるさとを訪ねて』ウィリアム・T・アンダーソン文、谷口由美子構成・訳・文、レスリー・A・ケリー写真（求龍堂〈求龍堂グラフィックス〉 1988年／新装版、1995年／増補改訂版、2013年）[注釈 10]
- 『サウンド・オブ・ミュージックの世界――トラップ一家の歩んだ道』ウィリアム・T・アンダーソン文、谷口由美子構成・訳・文、デイヴィッド・ウェイド（wikidata）写真（求龍堂〈求龍堂グラフィックス〉、1995年）

## 主な翻訳
ビバリー・クリアリー作品（全・あかね書房）
- 『子ねずみラルフのぼうけん』（1976年）
- 『子ねずみラルフ第二のぼうけん』（1977年）
- 『ヘンショーさんへの手紙』（1984年）
- 『子ねずみラルフ家出する』（1985年）
- 『リー・ボッツの日記――走れ、ストライダー』（1993年）

ローラ・インガルス・ワイルダー作品
ローラ物語（全5巻・岩波少年文庫、2000年）
1. 『長い冬』
2. 『大草原の小さな町』
3. 『この楽しき日々』
4. 『はじめの四年間』
5. 『わが家への道――ローラの旅日記』[注釈 12]（初刊：岩波書店〈岩波少年文庫〉、1983年[注釈 13]）

ワイルダー作品・その他
- 『大草原のおくりもの――ローラとローズのメッセージ』ローズ・ワイルダー・レイン共著、ウィリアム・T・アンダーソン編（角川書店、1990年）
- 『《絵本・大草原の小さな家 1》おおきなもりのふゆ』（文渓堂、1996年）絵：ルネ・グレーフ（wikidata）
- 『ようこそローラのキッチンへ――ロッキーリッジの暮らしと料理』ウィリアム・T・アンダーソン共著、レスリー・A・ケリー写真（求龍堂、1996年）
- 『《絵本・大草原の小さな家 4》まちへいく』（文渓堂、1997年）絵：ルネ・グレーフ
- 『大草原の旅はるか』（世界文化社、2007年）
- 『大草原のローラ物語――パイオニア・ガール』パメラ・スミス・ヒル（wikidata）解説・注釈（大修館書店、2018年）

その他
- L・M・モンゴメリ『青い城（英語版）』（篠崎書林、1980年／角川文庫、2009年）
- ジェイン・ラングトン（英語版）『大空（そら）へ――ジョージーとガンの王子』（あかね書房〈あかね・ブックライブラリー 6〉、2002年）絵：横田美晴
- F・H・バーネット『秘密の花園』（講談社、2023年）装画：北澤平祐
  - 講談社青い鳥文庫版（2013年／全3巻合本版、2016年）絵：藤田香

1. 『秘密の花園1――ふきげんな女の子』
2. 『秘密の花園2――動物と話せる少年』
3. 『秘密の花園3――魔法の力』

など多数。